# Last Mountain Valley n.º 250
Last Mountain Valley n.º 250 es un municipio rural canadiense situado en la provincia de Saskatchewan.

## Superficie
Last Mountain Valley n.º 250 tiene una superficie de 858,96 km².

## Demografía
En 2021, tenía 339 habitantes, una densidad poblacional de 0,4 hab./km², y 306 viviendas.